# HD 55730
HD 55730，又名BD+12 1469，SAO 96672、HR 2728，是一颗恒星，视星等为5.62，位于銀經204.63，銀緯10.56，其B1900.0坐标为赤經7h 8m 58.1s，赤緯+12° 10.56′ 16″。